# Хеллат, Александр
Александр Хеллат (эст. Aleksander Hellat; 20 августа (8 августа) 1881, Дерпт, Российская империя — 28 ноября 1943, Кемеровская область, СССР) — эстонский политический и государственный деятель, дипломат, министр иностранных дел Эстонии (1922—1923 и 1927).

## Биография
Несколько лет учился в Санкт-Петербургской медико-хирургической академии, но в 1909 году выбрал профессию юриста. Окончил Санкт-Петербургского университета и начал работать адвокатом в Риге. Был присяжным поверенным. В 1916 году переехал в Ревель. Включился в общественную жизнь. После февральской революции 1917 года поскольку царская полиция была распущена Временным правительством России избран командиром ревельского (таллинского) ополчения. Член Эстонской социал-демократической рабочей партии.
В 1918 году был избран мэром Таллина. В июне 1919 года назначен прокурором Эстонской Республики. Был министром внутренних дел Эстонии с 18 ноября 1919 до 28 июля 1920 года. Его обвиняли в расстреле 25 профсоюзных активистов в Новоизборске, причастность к которому сам Хеллат отрицал.
Позже, на дипломатической работе, был послом в Латвии. В апреле 1921 года возглавил дипломатическую миссию в Варшаве. Кроме того, в 1922 году представлял Эстонскую Республику в Венгрии, Румынии и Греции.
В 1922—1923 и 1927 годах был министром иностранных дел Эстонии.
После присоединения Эстонии к СССР в сентябре 1940 был арестован органами НКВД. В январе 1941 года военный трибунал НКВД приговорил его к расстрелу, но Верховный Совет СССР изменил смертный приговор и заменил его 10 годами лишения свободы. Приговор отбывал в одном из лагерей Кемеровской области, где и умер в 1943 году.